# Tinodes bosuso
Tinodes bosuso är en nattsländeart som beskrevs av Gibbs 1973. Tinodes bosuso ingår i släktet Tinodes och familjen tunnelnattsländor. Utöver nominatformen finns också underarten T. b. occidentalis.